# Xenopus kobeli
Xenopus kobeli é uma espécie de anfíbio anuro da família Pipidae. Está presente nos Camarões. A UICN classificou-a como em perigo de extinção.